# Gravures rupestres de la région de Figuig

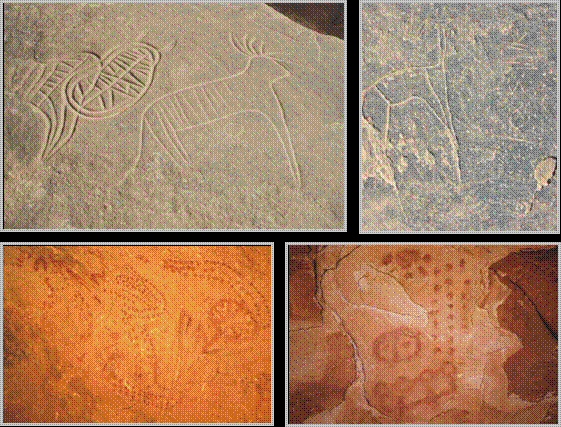
Aperçu des gravures.

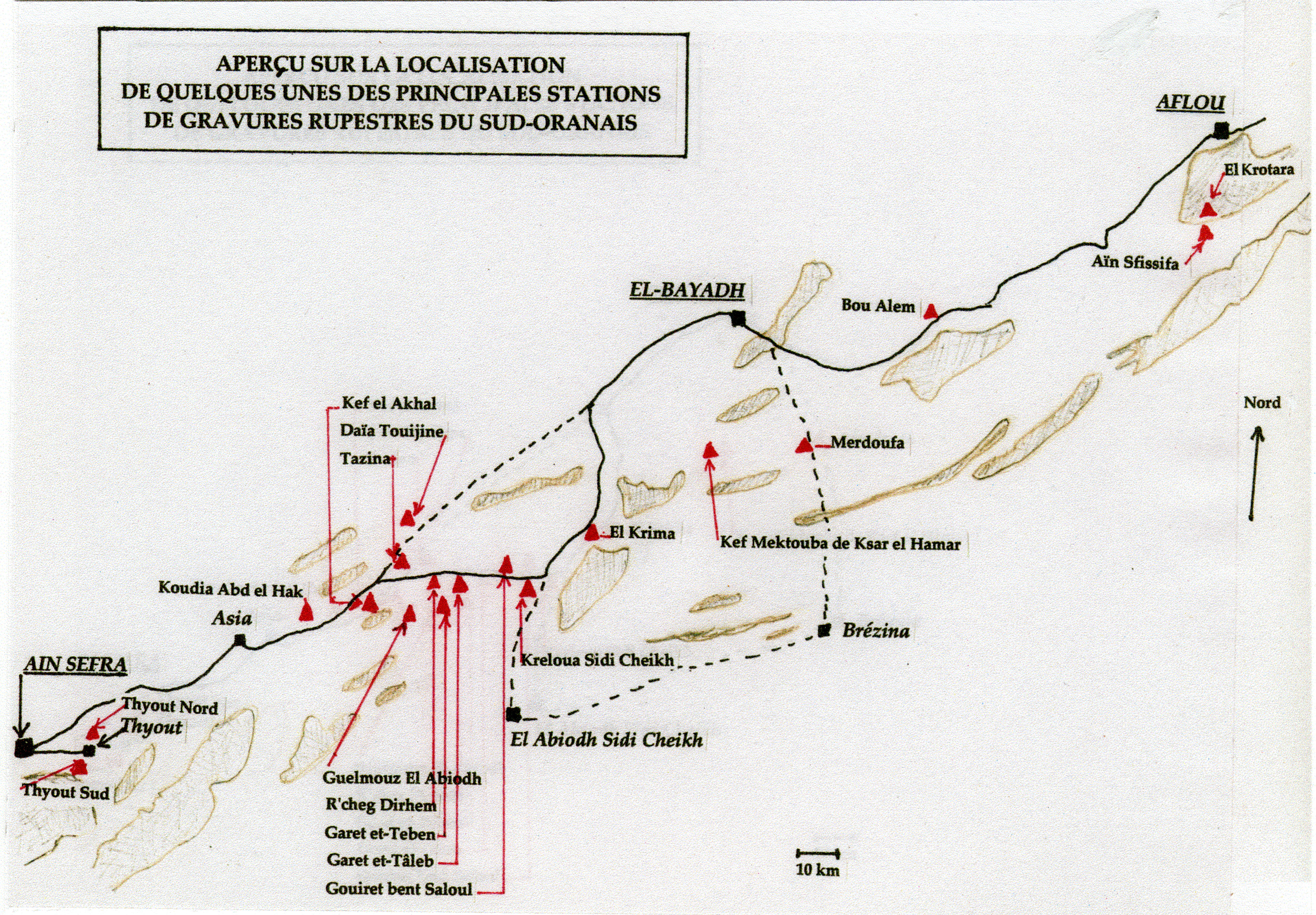
Aperçu sur la localisation de quelques-unes des principales stations de gravures rupestres du Sud-oranais.

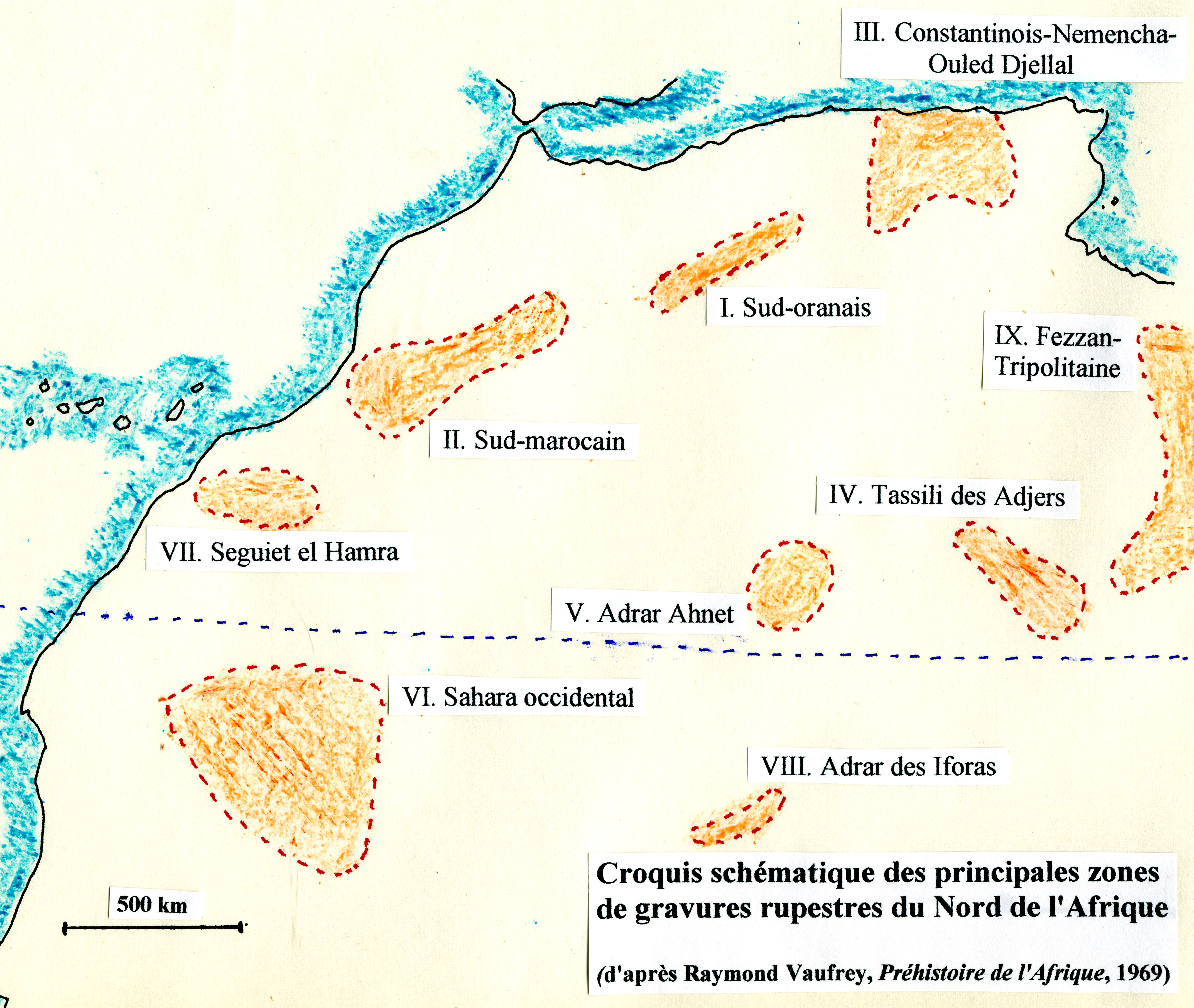
Principales zones de gravures rupestres d'Afrique du Nord.

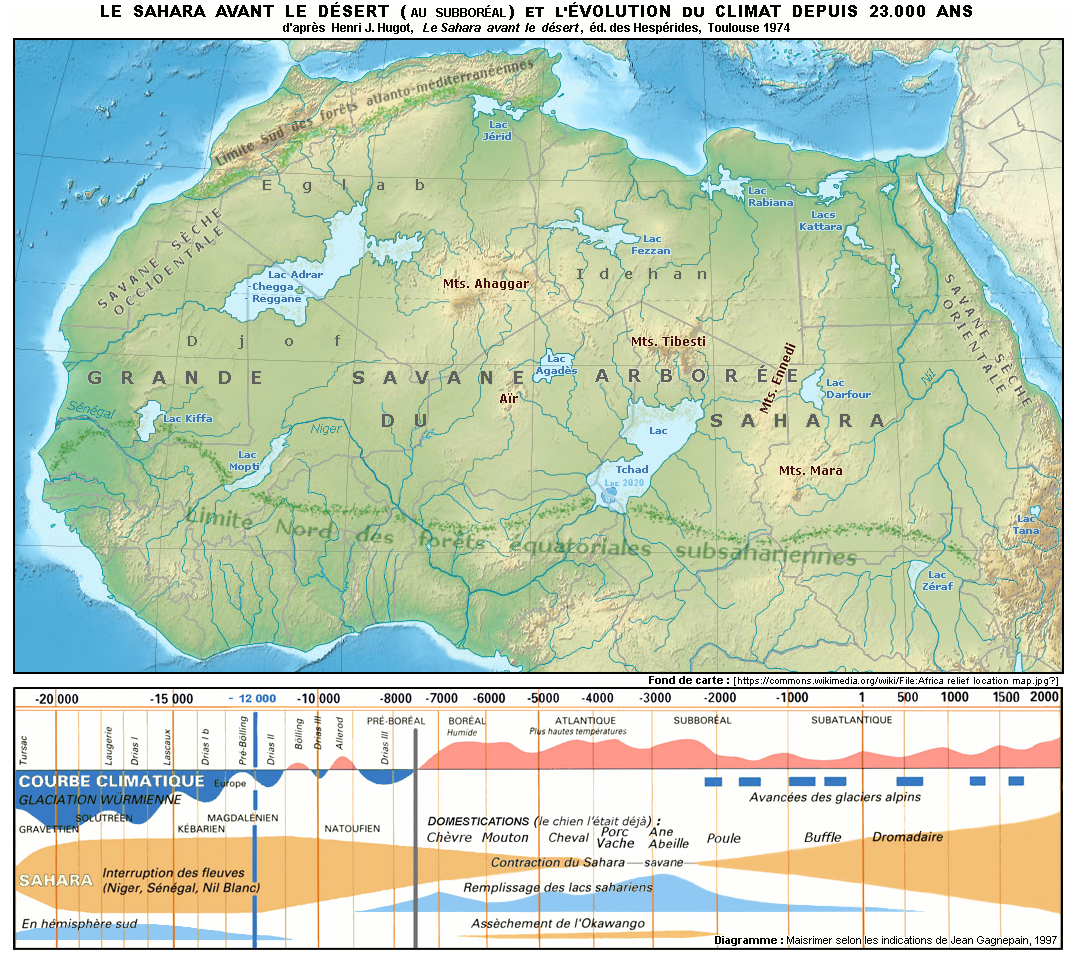
Le « Sahara vert » : la végétation était de type savane arborée et la faune, attestée par les restes fossiles et l'art rupestre, comprenait des autruches, des gazelles, des bovins, des girafes, des rhinocéros, des éléphants, des hippopotames, des crocodiles…

Les gravures rupestres de la région de Figuig au Maroc et en Algérie sont des gravures préhistoriques d'âge néolithique apparentées à celles du Sud-oranais. Au long de l'Atlas saharien elles précèdent celles, à l'est, des régions d'Ain Sefra, d'El-Bayadh, d'Aflou puis de Tiaret. Des gravures comparables ont été décrites, plus à l'est encore, autour de Djelfa et dans le Constantinois.

## Historique
Moins célèbres que les figurations du Tassili les gravures du Sud-oranais font cependant l’objet d'études dès 1863. Les travaux les plus importants sont notamment dus à A. Pomel (de 1893 à 1898), Stéphane Gsell (de 1901 à 1927), G. B. M. Flamand (de 1892 à 1921), Leo Frobenius et Hugo Obermaier (en 1925), l'Abbé Henri Breuil (de 1931 à 1957), L. Joleaud (de 1918 à 1938), Raymond Vaufrey (de 1935 à 1955). 
En 1955 et 1964,  Henri Lhote effectue des séjours de plusieurs mois dans la région qui lui permettent de compléter les recherches précédentes, d'ajouter des centaines de descriptions nouvelles et de publier en 1970 Les Gravures rupestres du Sud-oranais dans la série des « Mémoires du Centre de recherches anthropologiques préhistoriques et ethnographiques » (CRAPE) dirigée à Alger par Mouloud Mammeri (Arts et Métiers graphiques, Paris, 210 pages et reproductions photographiques).
Des travaux plus récents et complets sont connus, notamment ceux de Malika Hachid (nombreux travaux de terrain, inventaires et publications depuis 1979), du Père François Cominardi (1919) et de J. Iliou (1980).

## Localisations
Sur les 69 stations recensées et numérotées dans l'ouvrage d'Henri Lhote, 6 appartiennent à la région de Figuig, ville située au Maroc, mais certaines se trouvent, au-delà de la frontière, en Algérie : Tisserfine(1), Beni-Ounif (2), Djebel Mélias (3), col des Zénaga (4), Djebel Youssef (5) et  Djattou (6). 